# Sébastien de Guémadeuc
Sébastien de Guémadeuc ou Madeuc du Guémadeuc (1626-1702) fut un évêque de Saint-Malo.

## Biographie
Fils cadet du marquis Thomas de Guémadeuc, seigneur de Cadoudal en Plumelec, gouverneur de Ploërmel, et de Gillette de la Fesnaye, Sébastien de Guémadeuc naquit à Ploërmel en 1626. 
Destiné par son rang à la carrière ecclésiastique, le 16 février 1643, il fut pourvu par l'évêque de Vannes chanoine de son chapitre cathédral et prit possession le 3 mars suivant. Il devait occuper cette fonction jusqu'en 1649 avant que d'être reçu archidiacre du Désert, au diocèse de Rennes, le 26 octobre 1650 et aumônier de la reine Anne d'Autriche.
La même année, il devint abbé de Saint-Jean-des-Prés (en Guillac) dans le diocèse de Saint-Malo. Aumônier de la reine Anne d'Autriche, reçu docteur de la maison de Navarre le 16 août 1664, agent général du clergé de France, il résigna vers 1665 sa charge d'archidiacre. Louis XIV le nomma le 1er septembre 1670 à l'évéché de Lavaur, mais déclinant cette proposition, il fut alors préconisé en 1671 pour l'évêché de Saint-Malo, poste qu'il accepta. Il fut sacré le 5 juillet en la Sainte-Chapelle du château de Vincennes par François Harlay de Champvallon, archevêque de Paris, assisté de Gilles de La Baume Le Blanc de La Vallière et de Mathieu Thoreau, respectivement évêques de Nantes et de Dol.

## Épiscopat malouin
Au cours de son épiscopat Guémadeuc présida par deux fois les États de Bretagne à Dinan, le 9 novembre 1675 et le 1er août 1685.
Par ailleurs, il assista aux assemblées du clergé de 1680, 1682 et 1685 pendant lesquelles furent rédigés et adoptés les quatre articles ayant servi de piliers afin de contrer les progrès du protestantisme. 
Il fonda l'abbaye bénédictine du Mont-Cassin près de Josselin dont il confia l'abbatiat à sa sœur ainée puis à sa nièce, favorisant de même la nomination de son neveu, le marquis de Guémadeuc, au poste de gouverneur de Saint-Malo.
Abbé de Notre-Dame de la Noë au diocèse d'Évreux, prieur d'Iffendic, de Saint-Martin de Sigy, de Saint-Aubin de Guérande,  Sébastien de Guémadeuc mourut le 2 mars 1702 dans le manoir de Saint-Malo-de-Beignon, résidence d'été des évêques malouins qu'il avait contribué à reconstruire. Il fut inhumé dans le chœur de l'église de Saint-Malo-de-Beignon.

## Armes
De sable au léopard d'argent accompagné de six coquilles du même, trois en chef et trois en pointe.